# André Mathias
André Mathias, também conhecido por seu sobrenome Mathias, é um personagem fictício dos filmes Tropa de Elite (2007) e Tropa de Elite 2: O Inimigo agora É Outro (2010), de José Padilha. Interpretado pelo ator André Ramiro, foi inicialmente planejado como protagonista. Mathias, assim como outros personagens e situações dos filmes, é baseado em elementos presentes nos livros Elite da Tropa e Elite da Tropa 2, de André Batista e Rodrigo Pimentel, em parceria com Luiz Eduardo Soares.
No primeiro filme, Mathias ingressou, na condição de Aspirante, na Equipe Alfa do BOPE. No segundo filme, que se passa 13 anos após o primeiro, Mathias foi promovido a Capitão.

## Desenvolvimento
O roteiro original de Tropa de Elite previa André Mathias como protagonista. A história narrava o personagem como um policial honesto e idealista transformava-se em um policial truculento e torturador. Porém, a primeira montagem acabou não agradando os produtores, pois o filme só começava a ficar interessante após 50 minutos, quando as intervenções do Capitão Nascimento (interpretado por Wagner Moura) ficavam mais frequentes. A interpretação de Moura "roubava todas as cenas" segundo o montador Daniel Rezende: "A performance era tão incrível que mexemos na estrutura do filme para fazer do Nascimento o personagem principal".
A primeira tentativa de salvar o filme foi a substituição da narração em off, de Mathias para Nascimento, mas ainda mantendo o roteiro original. A sugestão partiu de Carolina Kotscho, esposa do roteirista Bráulio Mantovani. Entretanto, o resultado ainda não era satisfatório. A mudança de protagonista só ocorreu efetivamente após várias discussões entre os produtores. Partiu de Daniel Rezende a frase que acabou na boca de Nascimento e serviu de justificativa para a mudança: "Na verdade, eu precisava da inteligência de um e do coração do outro. Se eu pudesse ter juntado os dois, a minha história não teria sido tão difícil".
Mathias seria o protagonista de uma série de televisão de Tropa de Elite, que estava sendo planejada pela Rede Globo, em 2008. Ramiro também estava confirmado para reprisar o papel do personagem. No entanto, o projeto foi engavetado desde que Padilha e o produtor Marcos Prado não assinaram com a Globo para realização da série.
Vindo de uma origem humilde, André Mathias tinha o sonho de cursar Direito. Conseguiu ser aprovado numa das melhores universidades do Rio de Janeiro. Entretanto, após cursar um tempo na faculdade conseguiu a vaga na escola de de formação de oficiais do Rio de Janeiro. A estabilidade e o sonho de ser oficial da policia militar o fizeram trancar a faculdade e dar início ao curso de formações de oficiais. Segundo André Mathias, a policia e o curso de direito tinham tudo a ver. Saiu aspirante a oficial em 1996 sendo lotado no ano seguinte no 19° Batalhão de Policia Militar.
Morte
A milícia queria o controle de toda a Zona Oeste do Rio de Janeiro, com objetivo de transformá-la em base eleitoral do governo. No entanto, o bairro Tanque, último reduto do tráfico na região, era um grande obstáculo. Graças à corrupção da polícia, as operações convencionais não conseguiam expulsar o tráfico da região - seria preciso uma megaoperação.
Os milicianos, então, armam um plano: roubam as armas de uma delegacia de polícia e culpam os traficantes por isso. Tendo apoio da população e até mesmo a garantia de que seriam bem-sucedidos nesta operação, Rocha, usando de sua influência no governo, faz André Mathias voltar a ter seu posto no BOPE, para que "tome conta do bairro".
O então subsecretário de inteligência, Roberto Nascimento, tenta provar, sem sucesso, que os traficantes não tinham qualquer conhecimento das armas roubadas. Mas os corruptos Comandante geral Formoso e Coronel Fábio, através de um suposto informante, insistem que as armas estão lá. O governador, então, manda proceder com a operação, que é bem-sucedida.
No entanto, as interceptações telefônicas provaram que Nascimento estava certo, e as armas não são encontradas. Felpa, o "dono" do bairro Tanque, tenta fugir, mas é pego, interrogado e torturado pela equipe de Mathias, que tenta, inutilmente, extrair de Felpa a informação de onde estariam as armas. Durante o interrogatório, o miliciano Major Rocha, da base do governo, e sua equipe, aparecem e executam Felpa, o que deixa Mathias desconfiado de que a operação foi armada pelos próprios milicianos, e questiona a existência do informante de Fábio.
Quando se retirava do local, Mathias foi morto com um tiro pelas costas, desferido pelo policial e miliciano Marreco, por ordem de Rocha. A investigação da morte de Mathias é obstruída pelo governo, para desespero de Nascimento, amigo pessoal de Mathias.